# Ordem dos Músicos do Brasil

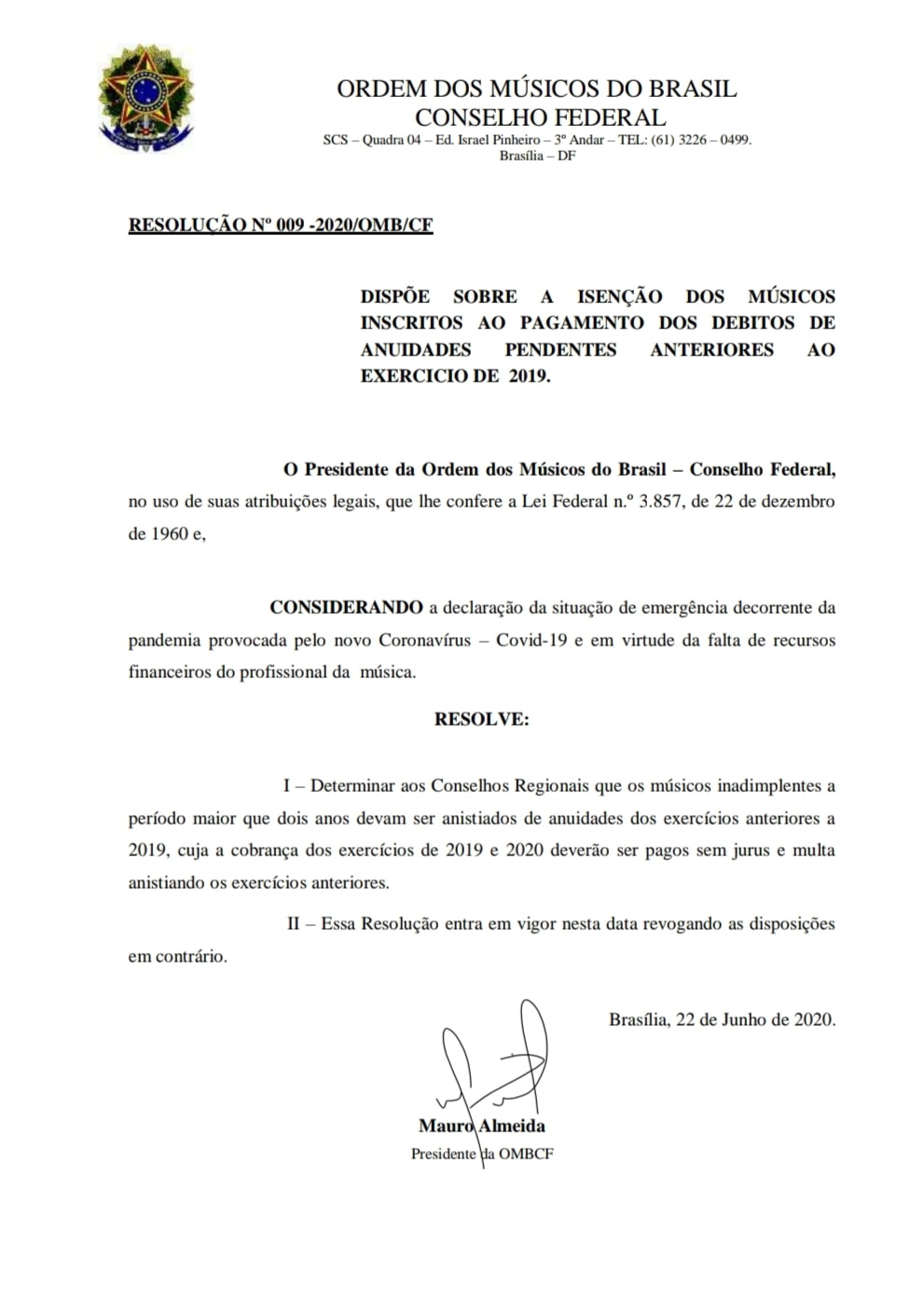
Uma resolução da autarquia no contexto da pandemia do Covid-19.

Ordem dos Músicos do Brasil - OMB é uma autarquia federal brasileira, dotada de personalidade jurídica de direito público.

## História
A autarquia foi criada pela Lei 3.857 de 22 de dezembro de 1960, com o intuito de preservar, fiscalizar e regulamentar a profissão de músico no Brasil.